# Nycteola unicolor
Nycteola unicolor är en fjärilsart som beskrevs av Obraztsov 1953. Nycteola unicolor ingår i släktet Nycteola och familjen trågspinnare. Inga underarter finns listade i Catalogue of Life.